# Reinkesschans

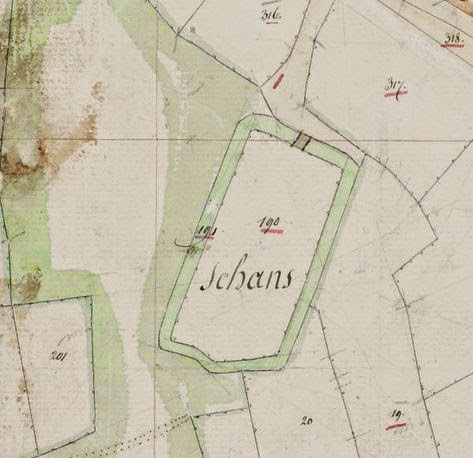
Reinkesschans op de kadasterkaart van 1811-1832

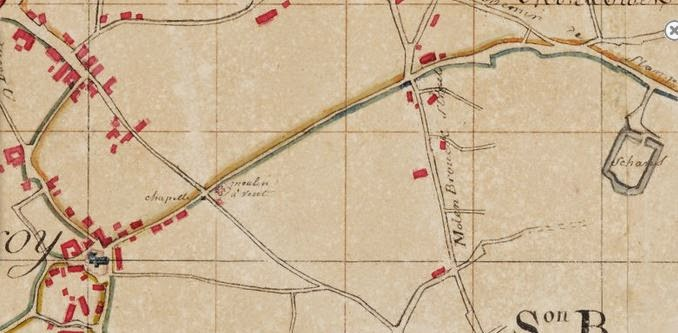
Reinkesschans op het verzamelplan kadaster van 1811-1832

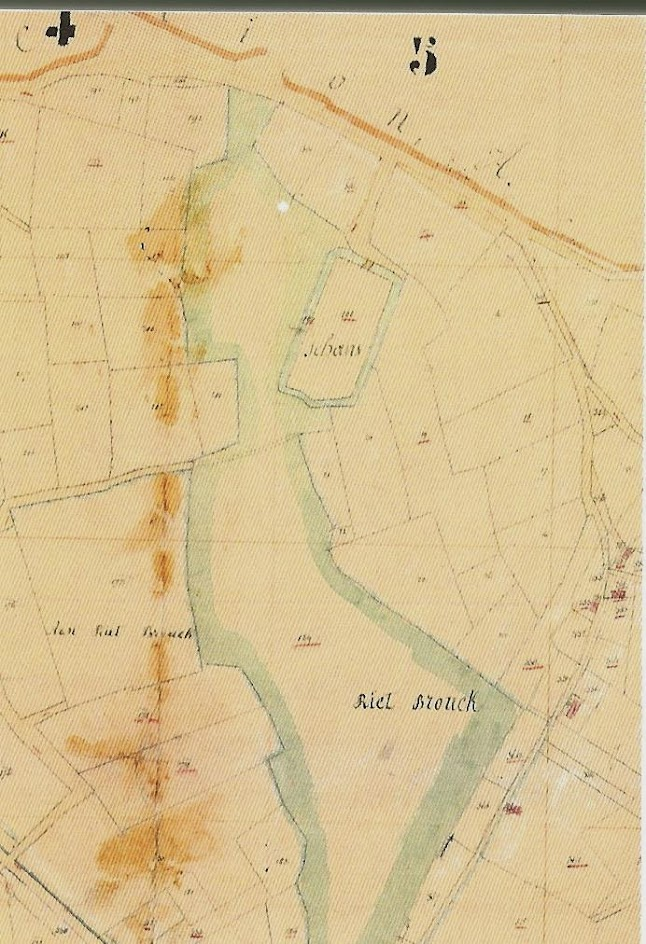
Reinkesschans op de Legger Waterlossingen van 1903

De Reinkesschans was een boerenschans bij Stramproy in de Nederlandse gemeente Weert. De schans lag ten oosten van het dorp nabij de Vliet.
Op ongeveer 2500 meter naar het westen lag de Groone Schans, de andere schans van Stramproy.

## Geschiedenis
Het jaar waarin de schans precies aangelegd werd is niet bekend. De bescherming van de schans was waarschijnlijk de taak van de twee schutterijen van Stramproy, namelijk de Sint-Antoniusschutterij en de Sint-Catharinaschutterij.
In 1654 werd de schans geplunderd en in brand gestoken.
In 1838 werd de Reinkes-sjans openbaar verkocht. Op de Nettekening van rond die tijd is het perceel van de schans nog herkenbaar.

## Constructie
De schans lag op een glooiende verhoging die ongeveer een meter boven het omliggende terrein uitstak en lag in het Molenbroek/Rietbroek. Ten westen van de schans lag de Rietbroek en was omgeven door een gracht die van water voorzien werd door drie beken. De schans had een oppervlakte van 0,7 hectare.